# جامعة موسكو للعلوم الإنسانية
جامعة موسكو للعلوم الإنسانية (الروسية: Московский гуманитарный университет - МосГУ) هي مؤسسة خاصة معتمدة للتعليم العالي تقع في موسكو، روسيا. وهي عضو في الرابطة الدولية للجامعات.
تتكون الجامعة من ست كليات. تخدم أكثر من 5000 طالب.
يعود تاريخ المؤسسة إلى مدرسة كومسومول المركزية، التي أنشأها الاتحاد السوفيتي في عام 1944. أصبحت مدرسة كومسومول العليا في عام 1969. وفي عام 1990، أصبحت "معهد الشباب"، وفي سبتمبر/أيلول 1991، قبل وقت قصير من نهاية الاتحاد السوفيتي، أصبحت مدرسة خاصة مستقلة. في عام 2000، حصلت على وضع "أكاديمية" وأعيد تسميتها إلى أكاديمية موسكو الإنسانية والاجتماعية. وأخيرًا، في عام 2003، أصبحت جامعة.
منذ عام 1994، كان رئيس الجامعة هو إيجور إيلينسكي، الذي نشر تاريخ الجامعة في عام 2005.

## روابط خارجية
- الموقع الرسمي

55°43′48″N 37°48′50″E / 55.7299°N 37.814°E